# Scymnus mimoides
Scymnus mimoides är en skalbaggsart som beskrevs av Gordon 1976. Scymnus mimoides ingår i släktet Scymnus och familjen nyckelpigor. Inga underarter finns listade i Catalogue of Life.